# 英格蘭銀行英鎊紙幣
英格蘭銀行現在是英國的中央銀行，自1694年就開始發行紙幣。1921年，英格蘭銀行獲得了在英格蘭及威爾斯合法壟斷英鎊發行權的地位。1844年銀行法頒布時即限制了其他銀行發行紙幣的權利。英鎊紙幣最初使用手寫，自1725年開始部分印刷，1855年開始全面改為印刷。1970年以來，英格蘭銀行的英鎊紙幣均使用英國歷史人物作為票面背面圖案，正面图案一律为英国君主头像。
目前英格蘭銀行發行的英鎊紙幣面額有5、10、20、50英鎊。而英格蘭銀行內部還有100萬英鎊和1億英鎊的紙幣，分別俗稱「巨人」（Giant）和「泰坦」（Titan），用於蘇格蘭和北愛爾蘭的現鈔保值。

## 纸币上的历史人物
| 图像                   | 面值         | 尺寸 (mm) | 钞票背面肖像 -肖像绘制者                              | 发行时间       | 退出流通时间   | 流通期             |
| D系列                  | D系列        | D系列     | D系列                                                 | D系列          | D系列          | D系列              |
| ---------------------- | ------------ | --------- | ----------------------------------------------------- | -------------- | -------------- | ------------------ |
| （页面存档备份，存于） | 10/-         | 121 × 62  | 沃尔特·雷利 -佚名                                     | 未发行         | 未发行         | 未发行             |
| （页面存档备份，存于） | 50p          | 121 × 62  | 沃尔特·雷利 -佚名                                     | 未发行         | 未发行         | 未发行             |
| （页面存档备份，存于） | £1           | 135 × 67  | 艾萨克·牛顿 -戈弗·雷内勒                              | 1978年2月9日   | 1988年3月11日  | 10年1个月又2天     |
|                        | £5           | 145 × 78  | 第一代威靈頓公爵阿瑟·韋爾斯利 -托马斯·劳伦斯          | 1971年11月11日 | 1991年11月29日 | 20年2周又4天       |
|                        | £10          | 151 × 85  | 弗罗伦斯·南丁格尔 -佚名                               | 1975年2月20日  | 1994年5月20日  | 19年3个月          |
|                        | £20          | 160 × 90  | 威廉·莎士比亚 -威廉·肯特、彼得·辛美克斯               | 1970年7月9日   | 1993年3月19日  | 22年8个月1周又3天  |
|                        | £50          | 169 × 95  | 克里斯多佛·雷恩 -戈弗·雷内勒                          | 1981年3月20日  | 1996年9月20日  | 16年6个月          |
| E系列                  |              |           |                                                       |                |                |                    |
| （页面存档备份，存于） | £5           | 135 × 70  | 乔治·史蒂芬生 -查尔斯·特纳                            | 1990年6月7日   | 2003年11月11日 | 13年5个月1周又6天  |
| （页面存档备份，存于） | £10          | 142 × 75  | 查尔斯·狄更斯 -约翰·沃特金斯                          | 1992年4月29日  | 2003年7月31日  | 11年3个月又2天     |
| （页面存档备份，存于） | £20          | 149 × 80  | 迈克尔·法拉第 -亨利·迪克森                            | 1991年6月5日   | 2001年2月28日  | 9年8个月3周又2天   |
|                        | £50          | 156 × 85  | 约翰·霍布伦 -罗伯特·格雷夫                            | 1994年4月20日  | 2014年4月30日  | 20年1周又3天       |
| E系列（改版）          |              |           |                                                       |                |                |                    |
| （页面存档备份，存于） | £5           | 135 × 70  | 伊丽莎白·弗莱 -查尔斯·罗伯特·莱斯利                   | 2002年5月21日  | 2017年5月5日   | 14年11个月又2周    |
|                        | £10          | 142 × 75  | 查尔斯·达尔文 -茱莉亚·玛格丽特·卡梅隆                 | 2000年11月7日  | 2018年3月1日   | 17年3个月3周又1天  |
| （页面存档备份，存于） | £20          | 149 × 80  | 爱德华·埃尔加 -佚名                                   | 1999年6月22日  | 2010年6月30日  | 11年1周又1天       |
| F系列                  |              |           |                                                       |                |                |                    |
| （页面存档备份，存于） | £20          | 149 × 80  | 亚当·斯密 -詹姆斯·塔西                                | 2007年3月13日  | 2022年9月30日  | 21年10个月3周又2天 |
| （页面存档备份，存于） | £50          | 156 × 85  | 马修·博尔顿 & 詹姆斯·瓦特 -威廉·雷德利、托马斯·劳伦斯 | 2011年11月2日  | 2022年9月30日  | 21年10个月3周又2天 |
| G系列                  |              |           |                                                       |                |                |                    |
|                        | £5           | 125 × 65  | 温斯顿·丘吉尔 -尤瑟夫·卡希                            | 2016年9月13日  | 流通中         | 8年7个月又2周      |
| （页面存档备份，存于） | £10          | 132 × 69  | 简·奥斯丁 -詹姆斯·安德鲁斯                            | 2017年9月14日  | 流通中         | 7年7个月1周又6天   |
| （页面存档备份，存于） | £20          | 139 × 73  | 约瑟夫·玛罗德·威廉·特纳 -自画像                       | 2020年2月20日  | 流通中         | 5年2个月又1周      |
| （页面存档备份，存于） | £50          | 139 × 73  | 艾倫·圖靈 -艾略特與弗賴                               | 2021年6月23日  | 流通中         | 3年10个月又4天     |
| 大额面值               |              |           |                                                       |                |                |                    |
| （页面存档备份，存于） | £1,000,000   | 210 × 148 | 无                                                    | 1968年         | 未流通         | 未流通             |
| （页面存档备份，存于） | £100,000,000 | 297 × 210 | 无                                                    | 2004年         | 未流通         | 未流通             |

## 註解
1. ↑  伊莉莎白二世在2022年9月8日逝世，查爾斯三世於當日即位，G系列紙鈔改版僅更換正面英國君主肖像，背面歷史人物未更動，新版紙鈔於2024年6月5日起開始流通。
2. ↑  第一位登上英鎊紙幣的LGBT人士

## 外部連結
- Withdrawn Banknotes Reference Guide （页面存档备份，存于） (official Bank of England interactive guide)
- Bank of England website （页面存档备份，存于）
- Bank of England Museum （页面存档备份，存于）
- £5 note, 1947 Bank of England £5 note at The British Museum （页面存档备份，存于）